# Stefen Tchamche
Stefen Erwan Tchamche (født 8. januar 2006) er en dansk fodboldspiller, der spiller for AGF som angriber.

## Karriere

### AGF
Tchamche spillede som barn for Hørning IF, hvorfra han skiftede til IF Lyseng, inden han i 2022 skiftede til AGF. I sommeren 2025 fik han sin første seniorkontrakt og blev rykket op i klubbens førsteholdstrup.
Her gjorde han hurtigt opmærksom på sig selv, da han scorede i en træningskamp mod den hollandske storklub, Ajax, og han fik officiel debut, da han blev skiftet ind i slutningen af den nye sæsons første kamp mod Sønderjyske 20. juli 2025.

### Landshold
Tchamche fik debut på det danske U/19-landshold i foråret 2025.